# Крикун Олександр Володимирович
Олександр Володимирович Крикун (1 березня 1968, Лейпциг, Саксонія, Німеччина) — український легкоатлет, який спеціалізувався в метанні молота, призер Олімпійських ігор.
Олександр Крикун тренувався в спортивному товаристві «Колос» в Умані.
Бронзову олімпійську медаль він виборов на Олімпіаді в Атланті у метанні молота, тренер — Тихомиров Анатолій Михайлович. Його особистий рекорд у цій дисципліні 81 м 66 см, встановлений в 2004 році.
Олександр Крикун — член Національного олімпійського комітету України, голова комісії атлетів.
Є гравцем українського клубу Що? Де? Коли?.